# Parachernes schlingeri
Espèce
Parachernes schlingeri est une espèce de pseudoscorpions de la famille des Chernetidae.

## Distribution
Cette espèce est endémique de la région de Huanuco au Pérou. Elle se rencontre vers Tingo María.

## Publication originale
- Beier, 1959 : Zur Kenntnis der Pseudoscorpioniden-Fauna des Andengebietes. Beitraege zur Neotropischen Fauna, vol. 1, p. 185-228.